# Melittia acosmetes
Melittia acosmetes là một loài bướm đêm thuộc họ Sesiidae. Nó được tìm thấy ở Uganda.